# Greene (Iowa)
Greene és una població dels Estats Units a l'estat d'Iowa. Segons el cens del 2000 tenia 1.099 habitants.

## Demografia
Segons el cens del 2000, Greene tenia 1.099 habitants, 508 habitatges, i 308 famílies. La densitat de població era de 389,3 habitants/km².
Dels 508 habitatges en un 23,4% hi vivien nens de menys de 18 anys, en un 53,1% hi vivien parelles casades, en un 5,9% dones solteres, i en un 39,2% no eren unitats familiars. En el 36,8% dels habitatges hi vivien persones soles el 26% de les quals corresponia a persones de 65 anys o més que vivien soles. El nombre mitjà de persones vivint en cada habitatge era de 2,13 i el nombre mitjà de persones que vivien en cada família era de 2,8.
Per edats la població es repartia de la següent manera: un 21,1% tenia menys de 18 anys, un 5,1% entre 18 i 24, un 21,7% entre 25 i 44, un 22,7% de 45 a 60 i un 29,3% 65 anys o més.
L'edat mediana era de 47 anys. Per cada 100 dones de 18 o més anys hi havia 83,3 homes.
La renda mediana per habitatge era de 34.063 $ i la renda mediana per família de 44.643 $. Els homes tenien una renda mediana de 31.406 $ mentre que les dones 21.181 $. La renda per capita de la població era de 17.891 $. Entorn del 4,3% de les famílies i el 5,8% de la població estaven per davall del llindar de pobresa.

## Poblacions més properes
El següent diagrama mostra les poblacions més properes.